# River Plate Football Club
Il River Plate Football Club, meglio noto come River Plate, è stato una società calcistica di Montevideo (Uruguay) esistita tra il 1897 e il 1929.

## Storia
Il futuro River Plate fu fondato nel 1897 da alcuni impiegati del porto di Montevideo. Inizialmente fu scelto il nome di "Cagancha Football Club", ma, imponendo la Uruguay Association Foot-ball League (antenata dell'attuale Asociación Uruguaya de Fútbol) un nome inglese per l'iscrizione, i soci scelsero, dapprima, la denominazione "London Football Club".
Successivamente, però, si optò per "River Plate Football Club". Il nome "River Plate" è la traduzione in inglese di Río de la Plata, l'ampio estuario dei fiumi Uruguay e Paraná su cui si affacciano Montevideo e Buenos Aires. Analogamente a come avvenne nel caso dell'omonimo club argentino, i fondatori del River Plate si ispirarono ad un container poggiato lungo la darsena (da qui il soprannome "Darseneros") del porto di Montevideo, in cui figurava il nome "River Plate" (probabilmente relativo a una delle molteplici compagnie, fondate o appartenenti a inglesi, esistenti all'epoca in Uruguay e in Argentina).

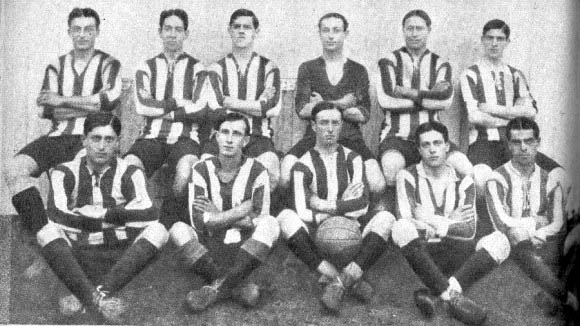
Il River Plate vincitore del suo ultimo titolo nel 1914.

Nel 1906, il River Plate conquistò la promozione nella prima serie uruguaiana, divenendo uno dei principali club del Paese. Visse il suo massimo periodo di gloria tra il 1908 e il 1914, quando conquistò per ben quattro volte il campionato nazionale, all'epoca amatoriale.
Un episodio emblematico del prestigio del River Plate in quegli anni si ebbe nel 1910. I darseneros, freschi vincitori del loro secondo titolo nazionale, sconfissero in amichevole, allo Stadio Gran Parque Central di Montevideo, il leggendario club argentino dell'Alumni Athletic Club (capace di vincere ben 10 titoli nazionali su 12 campionati, dal 1900 al 1911). La vittoria dette un tale prestigio al calcio uruguaiano che l'Asociación Uruguaya de Foot-ball (AUF) decise di adottare la divisa utilizzata in quella partita dal River Plate (l'uniforme da trasferta, costituita da maglietta celeste e pantaloncini neri) come maglia ufficiale della nazionale di calcio.
Nel 1923 il River Plate fu tra i 32 club dissidenti che si staccarono dall'AUF, creando una nuova federazione, la Federación Uruguaya de Foot-ball (FUF). Nel primo campionato FUF, disputato tra le 32 suddette squadre, il River Plate giunse solo 26°, venendo così relegato nella seconda divisione istituita dall'anno seguente.
Nel 1925 il governo uruguaiano soppresse la FUF, restituendo all'AUF il ruolo di unica federazione calcistica del Paese. Il River Plate fu pertanto inserito nella Divisional Intermedia (la seconda divisione dell'epoca), ma già nel 1929 il club si sciolse.
Nel 1932 fu fondato a Montevideo il Club Atlético River Plate, il cui nome fu ripreso proprio dalla società estinta nel 1929. Nonostante abbia adottato una divisa identica a quella del vecchio club omonimo, il nuovo River Plate non dev'essere considerato una società derivata da quest'ultimo, essendo nata, al contrario, dalla fusione dei due club dell'Olimpia e del Capurro.
Anche i calciatori del Club Atlético River Plate di Montevideo hanno assunto il soprannome di "darseneros".

## Palmarès

### Competizioni nazionali
- Campionato uruguaiano: 4

1908, 1910, 1913, 1914
- Copa de Honor Cousenier: 1

1912

### Altri piazzamenti
- Campionato uruguaiano:

Terzo posto: 1907, 1909, 1911